# Carbognano
Carbognano là một đô thị ở tỉnh Viterbo trong vùng Latium của Ý, có cự ly khoảng 50 km về phía tây bắc của Roma và khoảng 15 km về phía đông nam của Viterbo. Tại thời điểm ngày 31 tháng 12 năm 2004, đô thị này có dân số 1.992 người và diện tích là 17,2 km².
Carbognano giáp các đô thị: Caprarola, Fabrica di Roma, Nepi, Vallerano.